# Pseudoplatystoma tigrinum
O caparari (Pseudoplatystoma tigrinum) é uma espécie de peixe siluriforme da família Pimelodidae, nativo da bacia amazônica e da bacia do rio Orinoco no Brasil, Colômbia, Equador, Peru, Bolívia, e Venezuela.
Alcança um comprimento máximo de 130 cm. Distingue-se pelas seguintes características: Cabeça moderadamente estreito, com uma longa fontanela. Apresenta linhas verticais conectando com, ou se estendendo até a região dorsal e continuando no outro lado do corpo; varias linhas são reticuladas. Esta característica única confere o epíteto específico de "tigrinum" por causa da semelhança evidente com o padrão de colorido do tigre. Nadadeira adiposa com pequenas manchas e algunas linhas; nadadeira caudal com numerosas manchas (50 a 60); com manchas escuras discretas no lado do corpo. Pigmentação na região ventral do corpo variando de esbranquiçada a amarelada.